# 挑め
「挑め」（いどめ）は、日本のヒップホップMC・KREVAのメジャー14枚目のシングル。2011年2月16日にKnife Edgeから発売された。

## 概要
シングルとしては、前作『赤』から約1年7か月ぶりとなる。『挑め Remix feat.MCU & LITTLE』にはタイトル通り、かつてKREVAと共にKICK THE CAN CREWとして活動していたMCUとLITTLEがフィーチャリングアーティストとして参加している。

## 収録曲
1. 挑め [3:32]
作詞・作曲：KREVA
2. ベステンダンク [5:18]
作詞・作曲：高野寛
3. 挑め Remix feat.MCU & LITTLE
作詞・作曲：KREVA・MCU・LITTLE
4. 挑め（Instrumental）
5. 挑め（TV ver.）
6. 挑め（Acappella）